# Philip Oslev
Philip Nzeyimana Oslev (født 27. november 1994) er en dansk-burundisk fodboldspiller, der spiller for Boldklubben Frem.

## Klubkarriere

### Boldklubben Frem
Den 23. juli 2023 skiftede Philip Oslev til Boldklubben Frem. Den 5. august 2023 debuterede Philip for Frem mod Næsby Boldklub, og kampen endte med en 4-2 sejr til Næsby BK. Philip var i startopstillingen i sin debutkamp for Frem, og spillede hele kampen.
Philip var en del af Frem’s U17 hold i 2010/2011 sæsonen, som vandt U17 Divisionen.

### Hillerød Fodbold
Den 30. november 2022 blev det offentliggjort, at Hillerød Fodbold’s assistenttræner, David Rasmussen, samt Philip Oslev og Lucas Lykkegaard stoppede i klubben.

### Akademisk Boldklub
Den 21. juni 2019 blev det offentliggjort, at Akademisk Boldklub forlængede med Philip Oslev. Philip Oslev blev årets spiller i AB i 2018/2019 sæsonen. Han var også anfører for klubben fra 2018-2021.

## Privatliv
Philip Oslev blev født i Herlev Hospital, og er opvokset i Brønshøj. Han har to statsborgerskaber, Danmark og Burundi.

## Landshold
Han spiller i Burundis fodboldlandshold siden 2020. Den 11. oktober 2020 debuterede Philip uofficielt for Burundis fodboldlandshold mod Tanzanias fodboldlandshold, og venskabskampen endte med en 1-0 sejr til Burundi. Philip var i startopstillingen i sin uofficiel debutkamp for Burundis fodboldlandshold, og spillede hele kampen.